# Sport au Groenland
Le sport au Groenland est une partie importante de la culture et de la société groenlandaise, la population étant généralement plutôt active. Les principaux sports traditionnels du Groenland sont les sports inuits, mais les sports les plus populaires sont le football, l'athlétisme, le handball et le ski. Le handball est souvent désigné comme le sport national, et l'équipe du Groenland de handball masculin est classée parmi les 20 premières dans le monde en 2001.

## Histoire
Le Groenland présente d'excellentes conditions pour le ski, la pêche, le surf des neiges, l'escalade glaciaire et l'escalade, mais l'alpinisme et la randonnée sont préférés par le public en général. Bien que l'environnement du pays soit généralement mal adapté pour le golf, il existe néanmoins des terrains de golf sur l'ile. Le Groenland accueille la biennale internationale du plus grand évènement multisports et culturel du monde pour les jeunes de l'Arctique pour la deuxième fois en 2016.
Le football est le sport national du Groenland. Le pays comptait, en 2009, 53 clubs de football et 5 102 licenciés, soit près de 10 % de la population. L'organe directeur, la Fédération du Groenland de football (Kalaallit Nunaanni Arsaattartut Kattuffiat), n'est pas membre de la FIFA en raison de désaccords avec Sepp Blatter. Le Groenland est cependant le 17e membre de la NF-Board.
La plus ancienne association sportive du Groenland est la Fédération de ski du Groenland, fondée en 1969. Elle est divisée en deux comités de sélection pour le ski alpin et le ski de fond. La fédération n'est pas membre de la Fédération internationale de ski (FIS), mais les skieurs groenlandais ont participé aux Jeux olympiques et aux championnats du monde sous le drapeau danois en 1968, 1994, 1998 et 2014. En janvier 2007, le Groenland a pris part au championnat du monde de handball masculin en Allemagne, terminant 22e sur un total de 24 équipes nationales.
Le Groenland participe à la biennale des Jeux des iles ainsi qu'à la biennale des Jeux d'hiver de l'Arctique, que Nuuk a accueilli en 2002 en liaison avec Iqaluit, au Nunavut. De plus, en 2002 et auparavant en 1994, le Groenland a remporté le trophée Hodgson pour l'esprit sportif.
La Fédération sportive du Groenland est l'organisation regroupant l'ensemble des fédérations organisant les différents sports au Groenland. Les fédérations de badminton, de football, de handball, de kayak, de ski, de taekwondo, de tennis de table et de volleyball y sont affiliées.

## Installations sportives
- Godthåbhallen
- Stade de Nuuk

## Compétitions
- Marathon de Nuuk

## Sportifs
- Jesper Grønkjær
- Martin Møller
- Ricky Enø Jørgensen
- Maligiaq Padilla
- Martin Pedersen
- Øystein Slettemark
- Uiloq Slettemark
- Ukaleq Slettemark, fille de Øystein et Uiloq, championne du Monde junior en Biathlon
- Sondre Slettemark, fils de Øystein et Uiloq, vice champion d'Europe junior en Biathlon

## Clubs

### Handball
- Aqigssiaq
- B-67
- Christianshåb Idrætsforening 70
- Grønlands Seminarius Sportklub
- I-69
- Kissaviarsuk-33
- Nagdlunguaq-48
- Nuuk Idraetslag
- S-68
- Siumut Amerdlok Kunuk

### Football

Logo du club Aasiak-97.

- Aasiak-97 : club de football basé à Aasiaat, fondé en 1997.
- Aqigssiaq
- B-67
- Christianshåb Idrætsforening 70
- Eqaluk 56
- G-44
- Grønlands Seminarius Sportklub
- I-69
- Kâgssagssuk
- Kissaviarsuk-33
- Kugsak
- Malamuk
- Nagdlunguaq-48
- Nuuk Idraetslag
- S-68
- Siumut Amerdlok Kunuk
- Tupilakken 41
- UB-68
- UB-83

### Volleyball
- Christianshåb Idrætsforening 70
- Grønlands Seminarius Sportklub